# Sarcohyla labedactyla
A Sarcohyla labedactyla a kétéltűek (Amphibia) osztályának békák (Anura) rendjébe, a levelibéka-félék (Hylidae) családjába, azon belül a Hylinae alcsaládba tartozó faj.

## Előfordulása
A faj Mexikó endemikus faja. Természetes élőhelye mérsékelt klímájú erdők és folyók. A fajt élőhelyének elvesztése fenyegeti.